# NGC 6054
NGC 6054 = IC 1183 ist eine 14,3 mag helle linsenförmige Galaxie vom Hubble-Typ SB0 im Sternbild Herkules am Nordsternhimmel. Sie ist schätzungsweise 460 Millionen Lichtjahre von der Milchstraße entfernt und hat einen Durchmesser von etwa 110.000 Lichtjahren. Die Galaxie gilt als Mitglied des Herkules-Galaxienhaufens Abell 2151.
Im selben Himmelsareal befinden sich u. a. die Galaxien NGC 6045, NGC 6050, IC 1182, IC 1185.
Das Objekt wurde am 27. Juni 1886 vom US-amerikanischen Astronomen Lewis A. Swift entdeckt. Auf Grund einer abweichenden Beschreibung führte die Beobachtung von Guillaume Bigourdan am 1. Juni 1888 unter IC 1183 zu einem Eintrag im Index-Katalog.